# Industrie in Italië

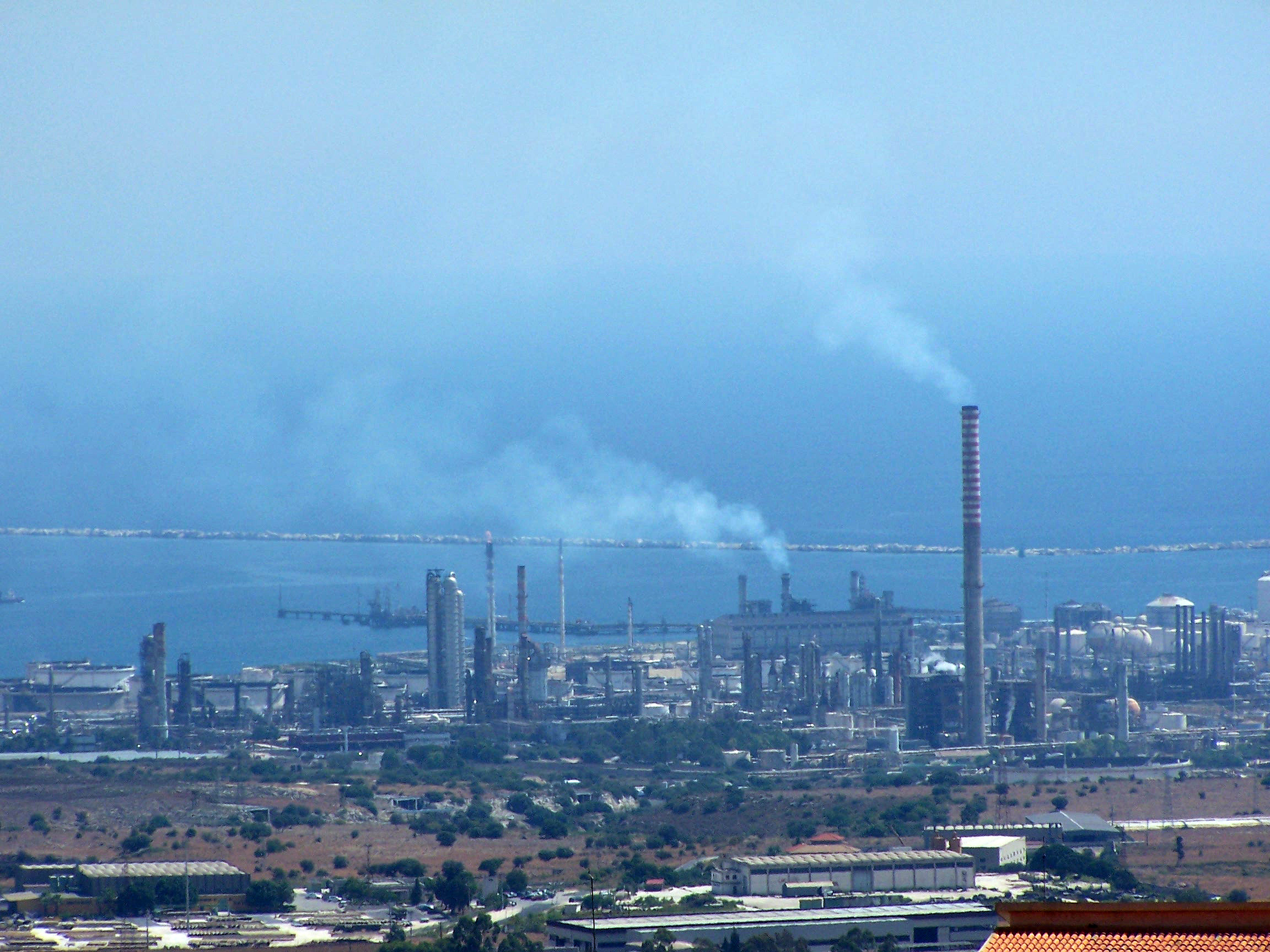
Petrochemische industrie bij Syracuse

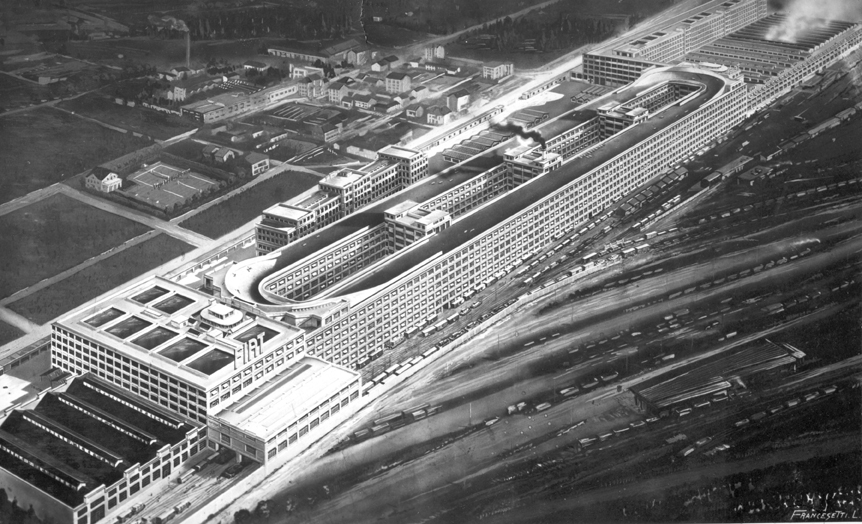
Fiatfabriek bij Turijn, 1928.

Na Duitsland, Frankrijk en het Verenigd Koninkrijk is Italië de vierde industriestaat van Europa. De industrie is geconcentreerd in het noorden, in het bijzonder in de "gouden driehoek" van Milaan-Turijn-Genua.
Eind jaren 1990 had de Italiaanse industrie een aandeel van 35% in het jaarlijkse bruto binnenlands product (BBP) en zorgde ze voor 32% van de werkgelegenheid.

## Geschiedenis
Italië begon in vergelijking met andere Europese naties laat te industrialiseren. Tot de Tweede Wereldoorlog was het nog grotendeels een landbouwland. Na de Tweede Wereldoorlog transformeerde Italië zich echter snel van een agrarisch land naar een moderne industriële natie. Tussen 1950 en 1980 zag Italië het bruto nationaal product per hoofd van de bevolking met 200% toenemen. De jaren 50 en 60 van deze periode staan bekend als de jaren van het Italiaanse economische wonder.
De economie van Italië heeft zich zo geleidelijk omgevormd, van voedsel en textiel naar techniek, staal en chemische producten. Belangrijkste producten zijn ijzer, staal, en andere metaalproducten; geraffineerde aardolie; chemische producten; elektro en niet-elektrische machines; motorvoertuigen; textiel en kleding; afgedrukte materialen; en plastiek. Hoewel veel van de belangrijkste industrieën van Italië genationaliseerd zijn, is er de laatste jaren een belangrijke beweging richting privatisering geweest.

## Geografie
De voedselindustrie is minder geconcentreerd in een bepaald gebied. Pastafabrieken zijn vooral in Zuid-Italië en op Sicilië te vinden. De tomaten- en  groenteteelt vindt men vooral rond steden als Napels en Salerno. Andere belangrijke steden zijn Milaan  (panettone) en Perugia (chocolade).
Ook wat de chemische industrie betreft zijn Milaan en Turijn erg belangrijke steden. In deze steden zijn belangrijke hoofdgebouwen gevestigd van o.a. Pirelli en Montedison. Italië bezit een van de grootste chemische industrieën in de wereld.
De cementindustrie vormt ook een belangrijke sector van de Italiaanse industrie. De grondstoffen voor het cement (kalk en mergel) zijn vooral te vinden in de Alpen en in het Monferratogebied in het Zuiden van Piëmont.
De ijzer- en staalindustrie bevindt zich hoofdzakelijk in de Povlakte en in Midden-Italië (Terni). De machine-industrie bevindt zich vooral in het Noorden. Zo staat Turijn bekend om zijn auto-industrie (FIAT), motoren en vliegtuigen.
In Milaan vindt men rollendmaterieelbouw (Ansaldobreda), elektrotechniek (Marelli), auto-industrie (Alfa Romeo), scooters en motoren (Autobianchi). Genua heeft grote scheepswerven (Ansaldo).
Ten slotte is de meubelindustrie is vooral gecentreerd in het gebied tussen Milaan en Como, en het gebied ten zuiden van Pisa.
Andere belangrijke industriesteden zijn: Pavia, Vicenza, Brescia, Bologna en Legnano.